# Janne Saarinen
Janne Johannes Saarinen (Espoo, Finlandia, 28 de febrero de 1977) es un ex-futbolista finlandés, se desempeñaba como defensa y fue hasta 42 veces internacional con la selección de fútbol de Finlandia.

## Clubes
| Club            | País      | Año         | Partidos | Goles |
| HJK Helsinki    | Finlandia | 1993 - 1996 | 45       | 1     |
| IFK Göteborg    | Suecia    | 1997 - 1998 | 3        | 0     |
| HJK Helsinki    | Finlandia | 1999 - 2000 | 37       | 3     |
| Rosenborg BK    | Noruega   | 2001 - 2003 | 41       | 0     |
| TSV 1860 Múnich | Alemania  | 2003 - 2004 | 17       | 0     |
| FC Copenhague   | Dinamarca | 2004 - 2006 | 16       | 0     |
| FC Honka        | Finlandia | 2006 - 2007 | 38       | 8     |
| BK Häcken       | Suecia    | 2008 - 2009 | 37       | 0     |
| HJK Helsinki    | Finlandia | 2009 - 2010 | 3        | 0     |

- Datos: Q512769